# بطولة آسيا للأندية للكرة الطائرة للسيدات 2022
بطولة الأندية الآسيوية للكرة الطائرة للسيدات 2022 هي النسخة الثانية والعشرين من دوري أبطال آسيا لكرة الطائرة للسيدات، وهي بطولة أندية دولية سنوية يُنظمها الاتحاد الآسيوي لكرة الطائرة (AVC) بالتعاون مع الاتحاد الكازاخستاني للكرة الطائرة ‏ (KVF).
أُقيمت البطولة في سيماي، كازاخستان، في الفترة من 24 إلى 30 أبريل 2022. وتأهل الفائز في البطولة إلى بطولة العالم للأندية للسيدات 2022.

## التصفيات
وفقًا للوائح الاتحاد الآسيوي، يتم اختيار حد أقصى قدره 16 فريقًا في جميع فعاليات الاتحاد على النحو التالي:
- فريق واحد للدولة المستضيفة
- 10 فرق بناءً على الترتيب النهائي للنسخة السابقة
- 5 فرق من كل من 5 مناطق (مع إقامة بطولة تأهيلية إذا لزم الأمر)

نظرًا للصعوبات المتوقعة أمام الاتحادات الوطنية في تشكيل فرق بسبب جائحة فيروس كورونا، سمح الاتحاد الآسيوي لاثنين من الأندية من نفس الاتحاد بالمشاركة في حال دخول أقل من 8 اتحادات. وفي حالة دخول أقل من 16 مشاركاً، يحق للدولة المستضيفة إدخال فريقين. شاركت خمس اتحادات وطنية فقط، وكانت كازاخستان الدولة الوحيدة التي لديها نادٍين ممثلين.

### الاتحادات المؤهلة
| الحدث(الأحداث)                                | الحدث(الأحداث)                                | التواريخ                    | الموقع          | الفرص | المؤهل(المؤهلون)                        |
| --------------------------------------------- | --------------------------------------------- | --------------------------- | --------------- | ----- | --------------------------------------- |
| الدولة المستضيفة                              | الدولة المستضيفة                              | —                           | —               | 1     | كازاخستانA                              |
| بطولة آسيا للأندية للكرة الطائرة للسيدات 2021 | بطولة آسيا للأندية للكرة الطائرة للسيدات 2021 | 1–7 أكتوبر 2021             | ناخون راتشاسيما | 3     | كازاخستانA · تايلاند · إيران · الفلبينB |
| البطاقات البرية المباشرة حسب المنطقة          | شرق آسيا                                      | في موعد أقصاه 15 يناير 2022 | بانكوك          | 0     | اليابانB                                |
| البطاقات البرية المباشرة حسب المنطقة          | آسيا الوسطى                                   | في موعد أقصاه 15 يناير 2022 | بانكوك          | 2     | أوزبكستان قرغيزستان                     |
| الإجمالي                                      | الإجمالي                                      | الإجمالي                    | الإجمالي        | 6     |                                         |

^A يحق لكازاخستان كدولة مستضيفة إدخال فريقين إذا كان عدد المشاركين أقل من 16.
^B قرر اتحاد الكرة الطائرة الياباني سحب جيه تي مارفيلوس من البطولة بسبب إصابة بعض أعضائه بفيروس COVID-19.

## التشكيلات

### الفرق المشاركة
الفرق التالية شاركت في البطولة.
| الاتحاد   | الفريق                | ترتيب الدوري المحلي                                      |
| --------- | --------------------- | -------------------------------------------------------- |
| كازاخستان | ألتاي                 | أبطال دوري النساء الوطني الكازاخستاني 2021–22            |
| كازاخستان | كوانيش                | المركز الثالث في دوري النساء الوطني الكازاخستاني 2021–22 |
| تايلاند   | دايموند فود–فاين شيف ‏ | أبطال دوري تايلاند للسيدات 2020–21 ‏                      |
| إيران     | باريج إيسنس ‏          | أبطال الدوري الممتاز للسيدات في إيران 2020–21            |
| أوزبكستان | معهد جيزاخ التربوي    |                                                          |
| قرغيزستان | قرغيزستان             | دوري الشباب الوطني في قرغيزستان                          |

## الأماكن
استُضيفت البطولة في مجمع أباي الرياضي والثقافي، الواقع في سيماي، أوبليس كازاخستان الشرقي.
| جميع الجولات               |
| -------------------------- |
| سيماي، كازاخستان           |
| مجمع أباي الرياضي والثقافي |
| السعة: 5,000               |
| سيماي                      |

## إجراءات ترتيب المجموعات
1. إجمالي عدد الانتصارات (المباريات المكسوبة والمكسبة)
2. في حالة التعادل، يتم تطبيق الفاصل الأول كما يلي: تُرتب الفرق بناءً على أعلى عدد من النقاط المكتسبة لكل مباراة كما يلي:
  - الفوز 3–0 أو 3–1: 3 نقاط للفائز، 0 نقاط للخاسر
  - الفوز 3–2: 2 نقاط للفائز، 1 نقطة للخاسر
  - للمباراة المتنازل عنها: 3 نقاط للفائز، 0 نقاط (0–25، 0–25، 0–25) للخاسر
3. إذا ظلت الفرق متعادلة بعد النظر في عدد الانتصارات والنقاط المكتسبة، يقوم الاتحاد الآسيوي بفحص النتائج لتفكيك التعادل بالترتيب التالي:
  - نسبة مجموع الشوطات: تُرتب الفرق بنسبة الشوطات المحققة مقسومة على الشوطات المفقودة.
  - نسبة النقاط: إذا استمر التعادل بناءً على نسبة الشوطات، تُرتب الفرق بنسبة النقاط المحققة إلى النقاط المفقودة في جميع الشوطات.
  - إذا استمر التعادل بناءً على نسبة النقاط، يتم كسر التعادل بناءً على نتيجة المباراة بين الفرق المتعادلة في مرحلة الدوري. وإذا كان التعادل في نسبة النقاط بين ثلاث فرق أو أكثر، تُرتب الفرق مع مراعاة المباريات التي جمعت بينها فقط.

## الجولة التمهيدية
- جميع التوقيتات بتوقيت توقيت كازاخستان (ت ع م+06:00).

| م | Team                  | Pld | W | L | Pts | SW | SL | SR     | SPW | SPL | SPR   | التأهل                     |
| - | --------------------- | --- | - | - | --- | -- | -- | ------ | --- | --- | ----- | -------------------------- |
| 1 | ألتاي                 | 5   | 5 | 0 | 15  | 15 | 1  | 15٫000 | 396 | 320 | 1٫238 | النهائي                    |
| 2 | كوانيش                | 5   | 4 | 1 | 12  | 13 | 4  | 3٫250  | 413 | 291 | 1٫419 | النهائي                    |
| 3 | دايموند فود–فاين شيف ‏ | 5   | 3 | 2 | 9   | 10 | 6  | 1٫667  | 375 | 303 | 1٫238 | مباراة تحديد المركز الثالث |
| 4 | باريج إيسنس ‏          | 5   | 2 | 3 | 6   | 6  | 9  | 0٫667  | 292 | 311 | 0٫939 | مباراة تحديد المركز الثالث |
| 5 | معهد جيزاخ التربوي    | 5   | 1 | 4 | 3   | 3  | 13 | 0٫231  | 208 | 380 | 0٫547 |                            |
| 6 | قرغيزستان             | 5   | 0 | 5 | 0   | 1  | 15 | 0٫067  | 205 | 387 | 0٫530 |                            |

| التاريخ | التوقيت |                       | النتيجة |                       | الشوط 1 | الشوط 2 | الشوط 3 | الشوط 4 | الشوط 5 | المجموع | التقرير |
| ------- | ------- | --------------------- | ------- | --------------------- | ------- | ------- | ------- | ------- | ------- | ------- | ------- |
| 24 Apr  | 11:00   | معهد جيزاخ التربوي    | 0–3     | دايموند فود–فاين شيف ‏ | 8–25    | 8–25    | 10–25   |         |         | 26–75   | Report  |
| 24 Apr  | 14:00   | ألتاي                 | 3–1     | كوانيش                | 25–18   | 20–25   | 25–19   | 25–19   |         | 95–81   | Report  |
| 24 Apr  | 17:00   | قرغيزستان             | 0–3     | باريج إيسنس ‏          | 14–25   | 14–25   | 7–25    |         |         | 35–75   | Report  |
| 25 Apr  | 11:00   | دايموند فود–فاين شيف ‏ | 1–3     | كوانيش                | 25–22   | 13–25   | 27–29   | 29–31   |         | 94–107  | Report  |
| 25 Apr  | 14:00   | معهد جيزاخ التربوي    | 0–3     | باريج إيسنس ‏          | 20–25   | 15–25   | 16–25   |         |         | 51–75   | Report  |
| 25 Apr  | 17:00   | ألتاي                 | 3–0     | قرغيزستان             | 25–9    | 25–5    | 25–13   |         |         | 75–27   | Report  |
| 26 Apr  | 11:00   | باريج إيسنس ‏          | 0–3     | دايموند فود–فاين شيف ‏ | 22–25   | 20–25   | 21–25   |         |         | 63–75   | Report  |
| 26 Apr  | 14:00   | كوانيش                | 3–0     | قرغيزستان             | 25–12   | 25–8    | 25–12   |         |         | 75–32   | Report  |
| 26 Apr  | 17:00   | معهد جيزاخ التربوي    | 0–3     | ألتاي                 | 4–25    | 11–25   | 11–25   |         |         | 26–75   | Report  |
| 28 Apr  | 11:00   | دايموند فود–فاين شيف ‏ | 3–0     | قرغيزستان             | 25–7    | 25–14   | 25–10   |         |         | 75–31   | Report  |
| 28 Apr  | 14:00   | باريج إيسنس ‏          | 0–3     | ألتاي                 | 11–25   | 9–25    | 10–25   |         |         | 30–75   | Report  |
| 28 Apr  | 17:00   | كوانيش                | 3–0     | معهد جيزاخ التربوي    | 25–4    | 25–6    | 25–8    |         |         | 75–18   | Report  |
| 29 Apr  | 11:00   | ألتاي                 | 3–0     | دايموند فود–فاين شيف ‏ | 25–12   | 25–20   | 26–24   |         |         | 76–56   | Report  |
| 29 Apr  | 14:00   | قرغيزستان             | 1–3     | معهد جيزاخ التربوي    | 16–25   | 20–25   | 25–12   | 19–25   |         | 80–87   | Report  |
| 29 Apr  | 17:00   | باريج إيسنس ‏          | 0–3     | كوانيش                | 16–25   | 16–25   | 17–25   |         |         | 49–75   | Report  |

## الجولة النهائية
- جميع التوقيتات بتوقيت توقيت كازاخستان (ت ع م+06:00).

### مباراة تحديد المركز الثالث
| التاريخ | التوقيت |                       | النتيجة |              | الشوط 1 | الشوط 2 | الشوط 3 | الشوط 4 | الشوط 5 | المجموع | التقرير |
| ------- | ------- | --------------------- | ------- | ------------ | ------- | ------- | ------- | ------- | ------- | ------- | ------- |
| 30 Apr  | 11:00   | دايموند فود–فاين شيف ‏ | 3–1     | باريج إيسنس ‏ | 20–25   | 25–15   | 25–11   | 25–21   |         | 95–72   | Report  |

### النهائي
| التاريخ | التوقيت |       | النتيجة |        | الشوط 1 | الشوط 2 | الشوط 3 | الشوط 4 | الشوط 5 | المجموع | التقرير |
| ------- | ------- | ----- | ------- | ------ | ------- | ------- | ------- | ------- | ------- | ------- | ------- |
| 30 Apr  | 14:00   | ألتاي | 2–3     | كوانيش | 26–24   | 25–21   | 28–30   | 23–25   | 6–15    | 108–115 | Report  |

## الترتيب النهائي
| الترتيب | الفريق                |
| ------- | --------------------- |
| الأول   | كوانيش                |
| الثاني  | ألتاي                 |
| الثالث  | دايموند فود–فاين شيف ‏ |
| 4       | باريج إيسنس ‏          |
| 5       | معهد جيزاخ التربوي    |
| 6       | قرغيزستان             |

|  | مؤهل إلى بطولة العالم للأندية 2022 |

| أبطال الأندية الآسيوية للكرة الطائرة للسيدات 2022 |
| ------------------------------------------------- |
| كوانيش أول لقب                                    |

| تشكيلة الفريق المكونة من 12 لاعبة |
| إيلينا سامويلوفا، سابيرا بيكيشيفا، ناتاليا سميرنوفا، يكاترينا ميخائيلوفا، كارينا دينيسوفا، تاتيانا الدوشينا، يانا بيترينكو، أليكساندرا تشيروفيتش، مارغاريتا بيلتشينكو، أناستاسيا كولومويتس، نايليا نجماتولينا، كريستينا شفيدكايا |
| المدرب الرئيسي |
| دوبريسكو داركو |

## الجوائز
| - أفضل لاعبة أليكساندرا تشيروفيتش (SRB) (كوانيش) - أفضل موزعة دانكا رادنكوفيتش ‏ (SRB) (ألتاي) - أفضل مهاجمتين خارجيّتين سنا أناركولوفا ‏ (KAZ) (ألتاي) كارينا دينيسوفا (UKR) (كوانيش) | - أفضل لاعبتين وسطيتين كريستينا أنيكونوفا (KAZ) (ألتاي) ساسيويمول سانجبان (THA) (دايموند فود–فاين شيف ‏) - أفضل مهاجمة معاكسة تاتيانا الدوشينا (KAZ) (كوانيش) - أفضل ليبيرو سابيرا بيكيشيفا (KAZ) (كوانيش) |

## وصلات خارجية
- الاتحاد الآسيوي للكرة الطائرة